# Як рибка без води
«Як рибка без води» («Comme un poisson hors de l'eau») — французький кінофільм 1999 року, знятий режисером Ерве Адмаром.

## Сюжет
Син власника великого ресторану, багатий акваріуміст Дезіре має у своїй колекції дві рідкісні та дуже цінні рибки, з якими він ніколи не розлучається і всюди возить із собою у спеціальному акваріумі. Про існування таких цінних екземплярів дізналися шахраї — фатальна красуня і два мафіозі, які мріють розбагатіти. Дезіре виявляється втягнутим у ретельно продуманий злочинний сценарій красуні Мервіль та її друзів. Їхня мета — обібрати багатого колекціонера. Але Дезіре починає підозрювати каверзу, і події приймають зовсім несподіваний оборот.

## У ролях
- Мішель Мюллер — Дезіре
- Моніка Беллуччі — Мертіль
- Чекі Каріо — головна роль
- Домінік Пінон — роль другого плану
- Мехмет Улусой — роль другого плану
- Хосе Гарсія — роль другого плану
- Беатріс Пальм — роль другого плану
- Карін Нуріс — роль другого плану
- Олів'є Ерве — роль другого плану
- Жерар Ізмаель — роль другого плану
- Надін Верон — роль другого плану
- Андре Пусс — роль другого плану
- Зірек — роль другого плану
- Філіпп Хайм — роль другого плану
- Вінс Кастелло — роль другого плану
- Леммі Константин — роль другого плану
- Жан-Клод Буйон — директор готелю
- Жан-Люк Орве — роль другого плану
- Ізабель Доваль — роль другого плану
- Франкі Пен — роль другого плану

## Знімальна група
- Режисер — Ерве Адмар
- Сценаристи — Філіпп Хайм, Мішель Мюллер
- Оператор — Жак Буманділь
- Композитор — Александр Азаріа
- Продюсер — Клод Каррер